# Campeonato Mundial Juvenil de Atletismo de 2011
El VII Campeonato Mundial Juvenil de Atletismo se desarrolló en la ciudad de Lille, Francia, del 6 al 10 de julio de 2011. La  sede principal de los eventos fue el Stadium Lille Métropole.
En esta edición, se implantaron cinco mejores marcas mundiales en categoría juvenil: la neozelandesa Jacko Gill ganó en lanzamiento de peso por cuatro metros, llegando hasta los 24.35 metros; el australiano Jake Stein consiguió 6491 puntos en el octatlón, y el keniano Leonard Kirwa Kosencha corrió los 800 metros en 1:44.18 segundos; por último, los chicos estadounidenses y las chicas jamaicanas consiguieron sendos récords en el relevo sueco.

## Resultados

### Masculino
| Evento                  | Oro                                                               | Oro         | Plata                                                              | Plata       | Bronce                                                            | Bronce      |
| ----------------------- | ----------------------------------------------------------------- | ----------- | ------------------------------------------------------------------ | ----------- | ----------------------------------------------------------------- | ----------- |
| 100 metros              | Odail Todd Jamaica                                                | 10.51 PB    | Kazuma Oseto Japón                                                 | 10.52       | Mickaël Zézé Francia                                              | 10.57       |
| 200 metros              | Stephen Newbold Bahamas                                           | 20.89 PB    | Odail Todd Jamaica                                                 | 21.00 PB    | Ronald Darby Estados Unidos                                       | 21.08       |
| 400 metros              | Arman Hall Estados Unidos                                         | 46.01 WYL   | Alphas Kishoyian Kenia                                             | 46.58       | Patryk Dobek · Polonia                                            | 46.67 PB    |
| 800 metros              | Leonard Kirwa Kosencha Kenia                                      | 1:44.08 WYB | Mohammed Aman Etiopía                                              | 1:44.68 PB  | Timothy Kitum Kenia                                               | 1:44.98 PB  |
| 1500 metros             | Teshome Dirirsa Etiopía                                           | 3:39.13 PB  | Vincent Kiprotich Mutai Kenia                                      | 3:39.17 PB  | Jonathan Kiplimo Sawe Kenia                                       | 3:39.54     |
| 3000 metros             | William Malel Sitonik Kenia                                       | 7:40.10 CR  | Patrick Mutunga Mwikya Kenia                                       | 7:40.47 PB  | Abrar Osman Eritrea                                               | 7:40.89 PB  |
| 110 metros vallas       | Andries van der Merwe Sudáfrica                                   | 13.41       | Joshua Hawkins Nueva Zelanda                                       | 13.44 PB    | Wilhem Belocian Francia                                           | 13.51 PB    |
| 400 metros vallas       | Egor Kuznetsov · Rusia                                            | 50.97 WYL   | Ibrahim Mohammed Saleh Arabia Saudita                              | 51.14 PB    | Takahiro Matsumoto Japón                                          | 51.26 PB    |
| 2000 metros obstáculos  | Conseslus Kipruto Kenia                                           | 5:28.65 WYL | Gilbert Kiplangat Kirui Kenia                                      | 5:30.49     | Zacharia Kiprotich Uganda                                         | 5:37.98 PB  |
| Relevo sueco            | Estados Unidos Ronald Darby Aldrich Bailey Najee Glass Arman Hall | 1:49.47 WYB | Japón Kazuma Oseto Akiyuki Hashimoto Shotaro Aikyo Takuya Fukunaga | 1:50.69 PB  | Francia Wilhem Belocian Mickaël Zézé Jordan Geenen Thomas Jordier | 1:51.81 PB  |
| 10 km marcha            | Pavel Parshin · Rusia                                             | 40:51.31 CR | Kenny Martín Pérez · Colombia                                      | 40:59.25 PB | Erwin González · México                                           | 41:09.60 PB |
| Salto de altura         | Gaël Lévecque Francia                                             | 2.13 m PB   | Usman Usmanov · Rusia                                              | 2.13 m PB   | Justin Fondren Estados Unidos                                     | 2.13 m      |
| Salto con pértiga       | Robert Renner Eslovenia                                           | 5.25 m PB   | Melker Svärd-Jacobsson · Suecia                                    | 5.15 m      | Jacob Blankenship Estados Unidos                                  | 5.05 m      |
| Salto de longitud       | Lin Qing China                                                    | 7.83 m PB   | Johan Taléus · Suecia                                              | 7.44 m      | Stefano Braga · Italia                                            | 7.42 m      |
| Triple salto            | Latario Collie-Minns Bahamas                                      | 16.06 m     | Albert Janki Sudáfrica                                             | 15.95 m     | Lathone Collie-Minns Bahamas                                      | 15.51 m     |
| Lanzamiento de peso     | Jacko Gill Nueva Zelanda                                          | 24.35 m WYB | Tyler Schultz Estados Unidos                                       | 20.35 m PB  | Braheme Days, Jr. Estados Unidos                                  | 20.14 m PB  |
| Lanzamiento de disco    | Fedrick Dacres Jamaica                                            | 67.05 m WYL | Ethan Cochran Estados Unidos                                       | 61.37 m PB  | Gerhard de Beer Sudáfrica                                         | 60.63 m PB  |
| Lanzamiento de martillo | Bence Pásztor · Hungría                                           | 82.60 m CR  | Özkan Baltaci Turquía                                              | 78.63 m PB  | Serhiy Reheda · Ucrania                                           | 74.06 m     |
| Lanzamiento de jabalina | Reinhard van Zyl Sudáfrica                                        | 82.96 m PB  | Morné Moolman Sudáfrica                                            | 80.99 m     | Zhang Guisheng China                                              | 77.62 m     |
| Octatlón                | Jake Stein Australia                                              | 6491 WYB    | Fredrick Ekholm · Suecia                                           | 6127 PB     | Felipe dos Santos · Brasil                                        | 5966 PB     |

### Femenino
| Evento                  | Oro                                                                        | Oro          | Plata                                                                      | Plata       | Bronce                                                                      | Bronce      |
| ----------------------- | -------------------------------------------------------------------------- | ------------ | -------------------------------------------------------------------------- | ----------- | --------------------------------------------------------------------------- | ----------- |
| 100 metros              | Jennifer Madu Estados Unidos                                               | 11.57 PB     | Myasia Jacobs Estados Unidos                                               | 11.61       | Christania Williams Jamaica                                                 | 11.63       |
| 200 metros              | Desiree Henry Reino Unido                                                  | 23.25 WYL    | Christian Brennan · Canadá                                                 | 23.47 PB    | Shericka Jackson Jamaica                                                    | 23.62       |
| 400 metros              | Shaunae Miller Bahamas                                                     | 51.84 PB     | Christian Brennan · Canadá                                                 | 52.12 PB    | Olivia James Jamaica                                                        | 52.14 PB    |
| 800 metros              | Ajee' Wilson Estados Unidos                                                | 2:02.64 PB   | Wang Chunyu China                                                          | 2:03.23 PB  | Jessica Judd Reino Unido                                                    | 2:03.43     |
| 1500 metros             | Faith Kipyegon Kenia                                                       | 4:09.48 CR   | Senbere Teferi Etiopía                                                     | 4:10.54 PB  | Genet Tibieso Etiopía                                                       | 4:11.56 PB  |
| 3000 metros             | Gotytom Gebreslase Etiopía                                                 | 8:56.36 WYL  | Ziporah Wanjiru Kingori Kenia                                              | 8:56.82 PB  | Caroline Chepkoech Kipkirui Kenia                                           | 8:58.63 PB  |
| 100 metros vallas       | Trinity Wilson Estados Unidos                                              | 13.11 WYL    | Noemi Zbären · Suiza                                                       | 13.17 PB    | Kendell Williams Estados Unidos                                             | 13.28 PB    |
| 400 metros vallas       | Nnenya Hailey Estados Unidos                                               | 57.93 WYL    | Sarah Carli Australia                                                      | 58.05 PB    | Surian Hechavarría · Cuba                                                   | 58.37 PB    |
| 2000 metros obstáculos  | Norah Jeruto Tanui Kenia                                                   | 6:16.41 WYL  | Fadwa Sidi Madane Marruecos                                                | 6:20.98 PB  | Lilian Jepkorir Chemweno Kenia                                              | 6:21.85 PB  |
| Relevo sueco            | Jamaica Christania Williams Shericka Jackson Chris-Ann Gordon Olivia James | 2:03.42 WYB  | Estados Unidos Jennifer Madu Bealoved Brown Kendall Baisden Robin Reynolds | 2:03.92 SB  | Canadá · Shamelle Pless · Khamica Bingham · Christian Brennan · Sage Watson | 2:05.72 PB  |
| 5 km marcha             | Kate Veale Irlanda                                                         | 21:45.59 WYL | Mao Yanxue China                                                           | 22:00.15 PB | Nadezhda Leontyeva · Rusia                                                  | 22:00.84 PB |
| Salto de altura         | Ligia Grozav · Rumania                                                     | 1.87 m WYL   | Iryna Herashchenko · Ucrania                                               | 1.87 m WYL  | Chanice Porter Jamaica                                                      | 1.82 m      |
| Salto con pértiga       | Desiree Singh · Alemania                                                   | 4.25 m WYL   | Liz Parnov Australia                                                       | 4.20 m SB   | Lucy Bryan Reino Unido                                                      | 4.10 m PB   |
| Salto de longitud       | Chanice Porter Jamaica                                                     | 6.22 m       | Anastassia Angioi · Italia                                                 | 6.17 m      | Marina Buchelnikova · Rusia                                                 | 6.11 m      |
| Triple salto            | Sokhna Galle Francia                                                       | 13.62 m      | Li Jingyu China                                                            | 13.57 m PB  | Ana Peleteiro · España                                                      | 12.92 m     |
| Lanzamiento de peso     | Guo Tianqian China                                                         | 15.24 m      | Sophie McKinna Reino Unido                                                 | 14.90 m     | Katinka Urbaniak · Alemania                                                 | 14.71 m     |
| Lanzamiento de disco    | Rosalía Vázquez · Cuba                                                     | 53.51 m      | Yan Liang China                                                            | 52.89 m PB  | Shelbi Vaughan Estados Unidos                                               | 52.58 m     |
| Lanzamiento de martillo | Louisa James Reino Unido                                                   | 57.13 m PB   | Malwina Kopron · Polonia                                                   | 57.03 m PB  | Roxana Perie · Rumania                                                      | 56.75 m PB  |
| Lanzamiento de jabalina | Christin Hussong · Alemania                                                | 59.74 m WYL  | Sofi Flinck · Suecia                                                       | 54.62 m PB  | Monique Cilione Australia                                                   | 52.77 m PB  |
| Heptatlón               | Yusleidys Mendieta · Cuba                                                  | 5697 WYL     | Yorgelis Rodríguez · Cuba                                                  | 5671 PB     | Marjolein Lindemans · Bélgica                                               | 5532 PB     |